# Брезик (Госпић)
Брезик је насељено мјесто у Лици. Припада граду Госпићу, у Личко-сењској жупанији, Република Хрватска.

## Географија
Смјештен је на средишњем дијелу Велебита. Брезик је удаљен око 18 км југоисточно од Госпића. У близини насеља пролази државни пут D50, Грачац – Госпић.

## Историја
Брезик се од распада Југославије до августа 1995. године налазио у Републици Српској Крајини.

## Становништво
Према попису из 1991. године, насеље Брезик је имао 112 становника, међу којима је било 103 Срба и 9 осталих. Према попису становништва из 2001. године, Брезик је имао 27 становника. Према попису становништва из 2011. године, насеље Брезик је имало 25 становника.
| Националност       | 1991. | 1981. | 1971. | 1961. |
| Срби               | 103   | 123   | 164   | 210   |
| Југословени        |       | 1     | 9     |       |
| Хрвати             |       |       |       | 1     |
| остали и непознато | 9     |       |       |       |
| Укупно             | 112   | 124   | 173   | 211   |

| Демографија | Демографија | Демографија |
| Година      | Становника  | Становника  |
| ----------- | ----------- | ----------- |
| 1961.       | 211         |             |
| 1971.       | 173         |             |
| 1981.       | 124         |             |
| 1991.       | 112         |             |
| 2001.       | 27          |             |
| 2011.       |             | 25          |